# Żdżary (powiat wieruszowski)
Żdżary – wieś w Polsce położona w województwie łódzkim, w powiecie wieruszowskim, w gminie Bolesławiec.

## Historia
Miejscowość historycznie należy do ziemi wieluńskiej i związana była z Wielkopolską. Ma metrykę średniowieczną i istnieje co najmniej od XV wieku. Wymieniona w dokumentach z 1400 i 1408 pod nazwą „Żdzar, Sdzary" .
Miejscowość została odnotowana w historycznych dokumentach prawnych, własnościowych i podatkowych. W 1412 była wsią królewską należącą do dzierżawy bolesławieckiej. Wymienia ją Liber beneficiorum archidiecezji gnieźnieńskiej spisany przez Jana Łaskiego w XVI wieku. W 1511 wieś leżała w powiecie wieluńskim i liczyła 8. łanów. Płaciła dziesięcinę arcybiskupowi w wysokości donicy miodu .
Według lustracji z 1564 we wsi na 6. łanach gospodarowało 13. kmieci, a 3. łany należały do sołtysa. Przynosiła w sumie dochód w wysokości 1. florena oraz 48 groszy i 1. denar. We wsi znajdował się wówczas także młyn zbożowy. W regeście poborowym z 1552 podano, iż wieś należała do zamku w Bolesławcu i miała 16 osadników i 6 łanów.
Po rozbiorach Polski miejscowość znalazła się w zaborze rosyjskim. Jako wieś, folwark, kolonia i osiedle leżące 22. wiorsty od Wielunia w powiecie wieluńskim, gminie Bolesławiec i parafii Wójcin wymienia ją XIX-wieczny Słownik geograficzny Królestwa Polskiego. W 1895 kolonia liczyła 80 domów i 883 mieszkańców, osiedle leśne jeden dom i  5. mieszkańców, osiedle karczmarskie jeden dom i 4. mieszkańców, a folwark liczył 13 mieszkańców. Lasy przy wsi wchodziły w skład podleśnictwa rządowego Chrościn. W 1827 wieś liczyła 62 domy oraz 493 mieszkańców.
W latach 1975–1998 miejscowość należała administracyjnie do województwa kaliskiego.

## Zabytki
Według rejestru zabytków Narodowego Instytutu Dziedzictwa na listę zabytków wpisany jest obiekt:
- kościół pw. św. Bartłomieja, drewniany, 2 poł. XVIII w., nr rej.: 991 z 30.12.1967